# هارولد روزين
هارولد روزين (بالإنجليزية: Harold Rosen)‏ (20 مارس 1926 - 30 يناير 2017) هو مهندس من الولايات المتحدة الأمريكية . وهو عضواً في الأكاديمية الوطنية للهندسة .

## التعليم
تعلم في معهد كاليفورنيا للتقنية، وجامعة تولين

## جوائز
حصل على جوائز منها:
- قلادة العلوم الوطنية الأمريكية في مجال التكنولوجيا والإبتكار
- جائزة تشارلز ستارك درابر
- ميدالية ألكسندر جراهام بيل من معهد مهندسي الكهرباء والإلكترونيات.